# Gasthaus zur Sonne (Neuendettelsau)

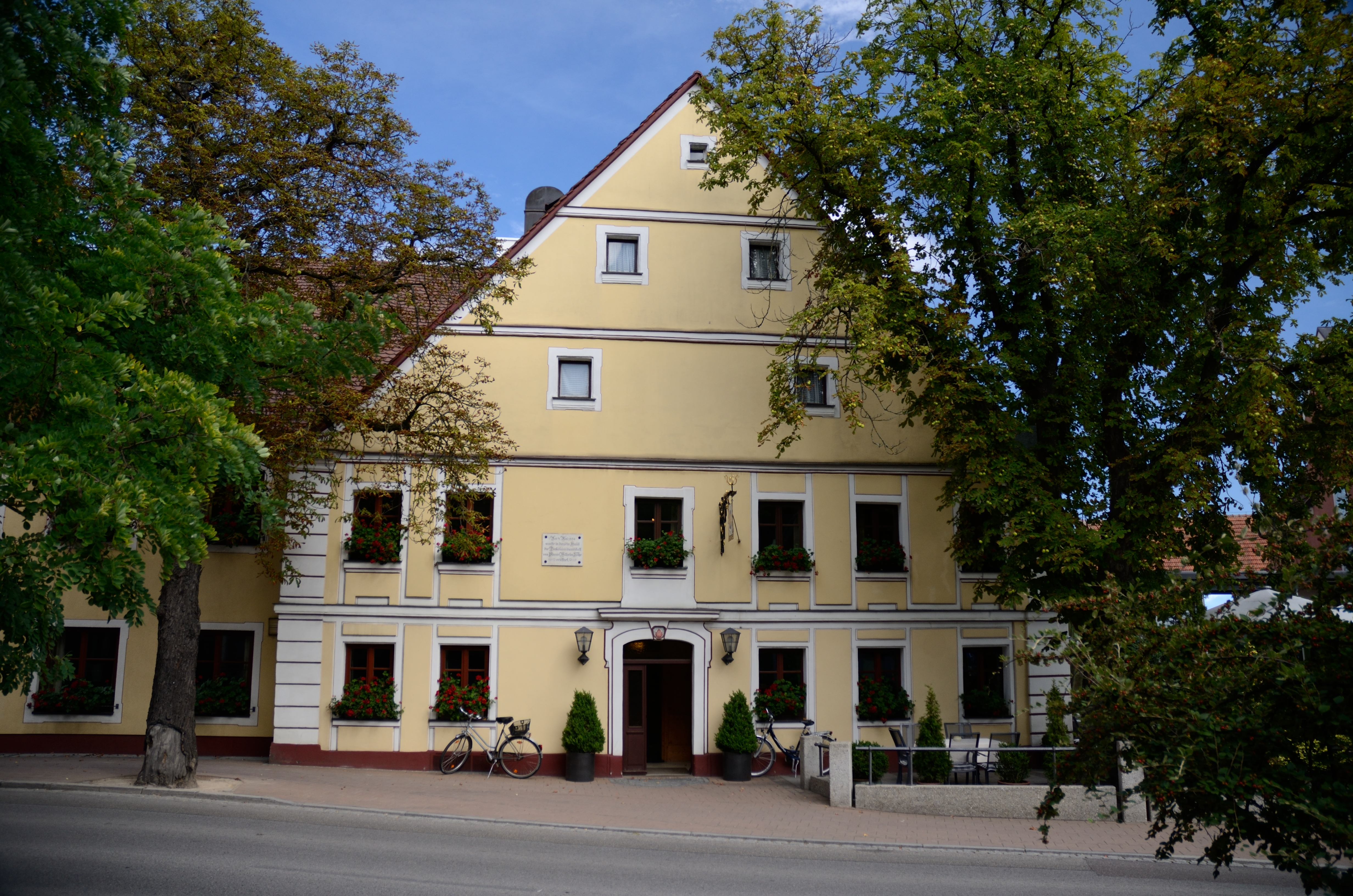
Gasthaus zur Sonne, Westseite

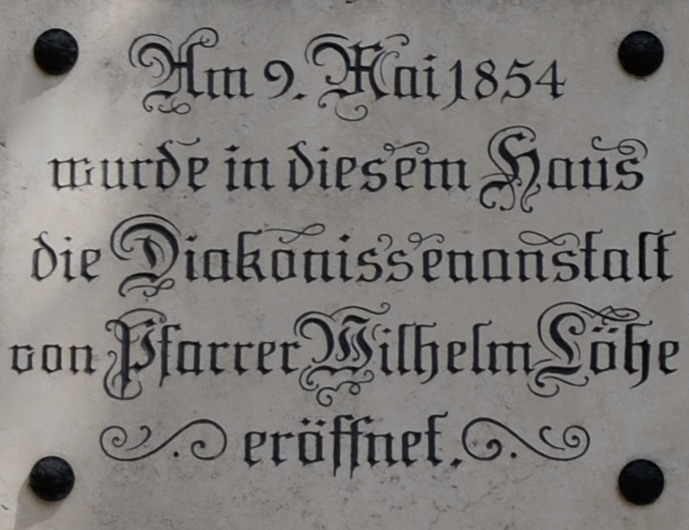
Gedenktafel

Das Gebäude Hauptstraße 43 ist ein denkmalgeschütztes Gebäude in Neuendettelsau und wird heute als Gasthof genutzt. 

## Geschichtliches
Auf dem Grundstück des heutigen Gasthofs befanden sich ursprünglich drei Häuser, die 1792 unter der preußischen Regierung die Nummern 43, 44 und 45 erhielten.
Haus Nr. 43 war 1518 in Besitz von Endres Strien. 1720 wurde der Hof geteilt. 1796 gehörten zum Halbhof 20 Morgen Feld und 21⁄2 Morgen Wiese. Ende des 19. Jahrhunderts wurde der ursprüngliche Hof abgebrochen.
Haus Nr. 44 war 1518 in Besitz von Peter Wirth. Der Hof ist in der Folgezeit abgegangen und an dessen Stelle ist 1720 der Halbhof von Haus Nr. 43 entstanden. 1796 gehörten zum Halbhof 20 Morgen Acker und 21⁄2 Morgen Wiese. 1925 wurde das Gebäude abgerissen.
Haus Nr. 45 war 1505/13 in Besitz von Steffan Hansen. Ursprünglich war es nur ein Hof, seit 1654 auch eine Wirt- und Schenkstatt. 1667 gehörten zum Hof 701⁄2 Morgen Feld und 6 Tagwerk Wiese. 1729 wurde der Hof zerschlagen. 501⁄2 Morgen Acker und 21⁄2 Tagwerk Wiese wurden von der Tafernwirtschaft abgegeben, so dass zu dieser nur noch 20 Morgen Feld und 31⁄2 Tagwerk Wiese gehörten. 1776 wurde Georg Holzöder Eigentümer von Haus Nr. 45, dem auch Haus Nr. 9 gehörte. Er nutzte diesen Viertelhof anstelle von Haus Nr. 45 als Wirtschaft. 1783 tauschte Holzöder Haus Nr. 9 gegen Haus Nr. 32, das er anstelle von Haus Nr. 9 als Wirtshaus betrieb. 1796 gehörten zu diesem Halbhof 20 Morgen Feld und 21⁄2 Morgen Wiese. 1808 wurde dieser Halbhof zerschlagen. Ein Viertelhof gehörte weiterhin zu Haus Nr. 45. 1834 wird unter Johann Georg Holzöder Haus Nr. 45 wieder als Wirtschaft betrieben, die zugleich eine Brauerei mit Taferngerechtigkeit war. Haus Nr. 32 wurde zerschlagen, so dass nur nach 2⁄3 zu Haus Nr. 45 gehörte. Seit 1860 ist die Familie Bischoff Eigentümer von Haus Nr. 45.
Im November 1853 ließ Wilhelm Löhe im „Gasthaus zur Sonne“ – wie die Wirtschaft im Haus Nr. 45 damals schon hieß – die ersten drei Vorsteherinnen der noch zu gründenden Diakonissenanstalt einquartieren. Mit ihnen wohnten sechs Diakonissenschülerinnen und zwei Hospitantinnen. Am 9. Mai 1854 wurde die Diakonissenanstalt im Gasthaus zur Sonne eröffnet und der praktische und theologische Unterricht wurde seitdem in diesen Räumen erteilt. Mit der Fertigstellung des Mutterhauses am 12. Oktober 1854 zog die Diakonissenanstalt dorthin um.
Am 26. August 1939 – also noch vor Beginn des Zweiten Weltkriegs – musste das Gasthaus den Landesschützenzug 115/XIII aufnehmen, dessen Aufgabe es war, die in Neuendettelsau errichtete Munitionsanstalt zu bewachen. Seine Anwesenheit ist bis Januar 1942 belegt.

## Baubeschreibung
Das Gasthaus zur Sonne ist ein zweigeschossiger Bau des 18. Jahrhunderts – im Kern wohl älter – mit dreigeschossigem Giebel, Satteldach, Putzfeldergliederung, rustizierten Ecklisenen sowie Stichbogenportal mit Muschelschlussstein und Eybschem Wappen. Das Gebäude weist an der Westseite Geschossgliederungen auf. Das schmiedeeiserne Wirtshausschild stammt ebenfalls aus dem 18. Jahrhundert.
An der Ost- und Südseite schließen sich Anbauten jüngeren Datums an.